# Farmacia Esteve de Llivia

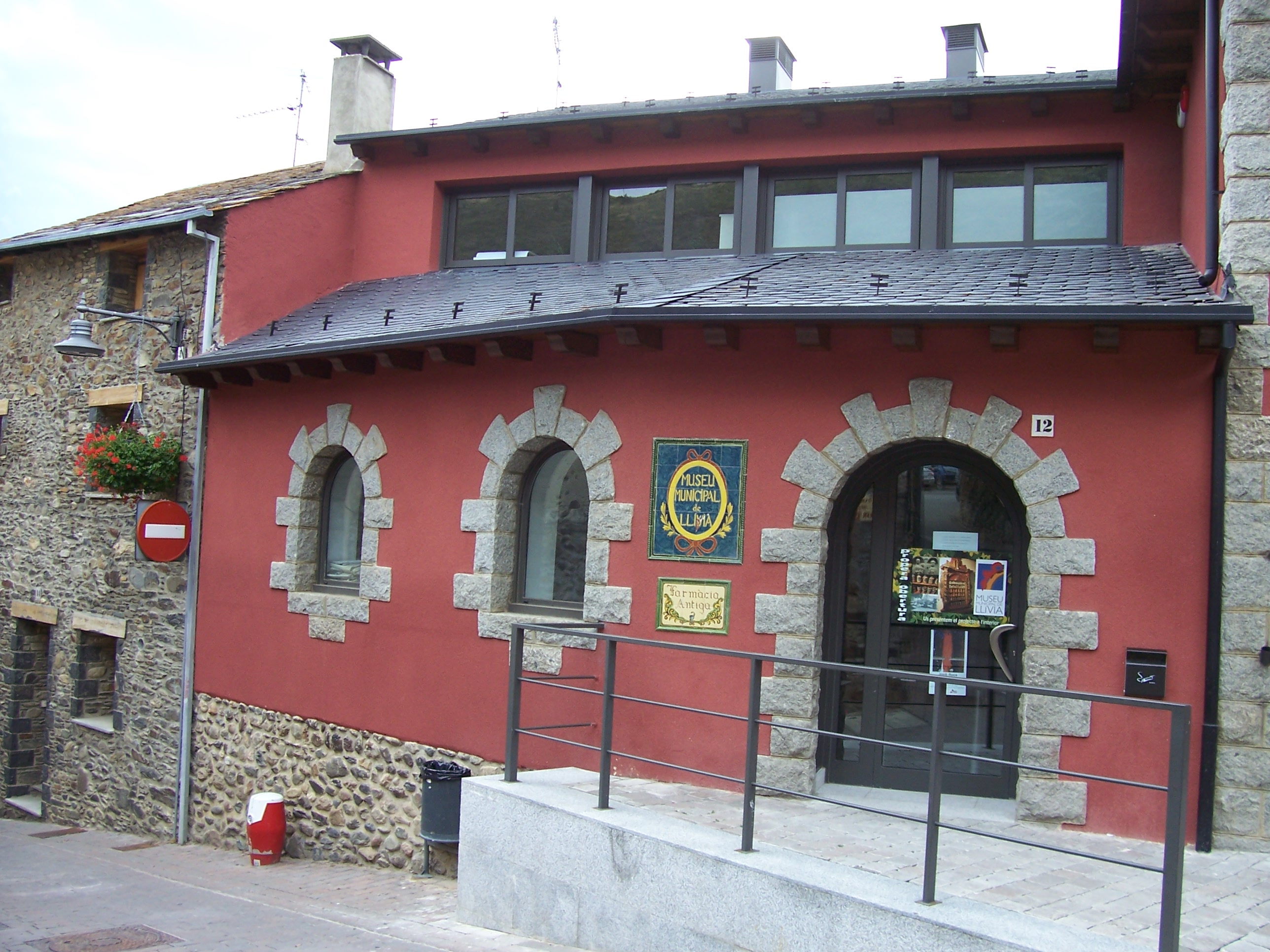
Fachada de la farmacia-museo de Llivia.

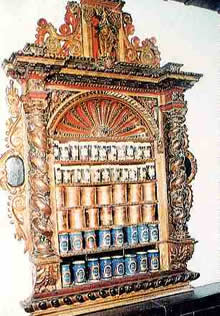
Vitrina con albarelos y "potes".

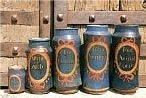
Los Potes Azules.

La farmacia Esteve de Llivia, situada en el núcleo histórico de Llivia, Gerona (España), es una farmacia que se creía de origen medieval y la más antigua de Europa.fundada a principios del siglo XV,actualmente convertida en un museo municipal que guarda una colección de cajas renacentistas con retratos de santos y personajes; potes de los siglos XVI y XVIII, un armario barroco tallado por Josep Sunyer, en la época en la que la familia Esteve se hizo cargo de la farmacia y que mantuvo, presuntamente, durante siete generaciones. Sin embargo, el historiador Lluís Coromina Verdaguer (Universidad de Gerona) demuestra que dicho origen medieval es falso y por tanto no es la farmacia más antigua de Europa.
En la farmacia se conserva una biblioteca, instrumentos de laboratorio, drogas antiguas, preparados, recetarios, etcétera.
En el año 1942, León Antonio Esteve, cerró la farmacia y se instaló en Puigcerdá. En el año 1958 pasó su custodia al Ayuntamiento de Llivia, y finalmente la Diputación de Gerona la compró en 1965. Se trasladó su contenido a la Torre Bernat de So y de allí al nuevo edificio al lado del ayuntamiento de la población.

## Potes azules
En la farmacia se ha conservado una interesante colección de albarelos, conocidos como los potes azules. Tienen un cuerpo cilíndrico, más altos que anchos, con estrechamientos en los bordes. Son de color azul cobalto, monocromo. La base no está cubierta de color, cosa que hace pensar que se bañaban en color sujetándolos por el pie, el interior está esmaltado en blanco.
Hay tres tipos, los simples, que servían para guardar elementos específicos, en estado natural y que son los de medida más grande; los compuestos, que contenían medicamentos hechos de elementos simples de uso frecuente y larga conservación: pomadas, ungüentos, conservas, etc. y son de una medida mediana; finalmente los más pequeños, que son depósitos de productos semielaborados, extractos o polvos de productos simples o bien compuestos extraordinarios de uso poco frecuente. Las medidas iban de los 30 cm los mayores a unos 13-14 cm los más pequeños.
Los potes inicialmente no estaban decorados, bien por moda o por utilidad práctica ya que al no estar decorados, el farmacéutico, tenía una mayor libertad de uso y los podía reutilizar con facilidad. Para no tener confusión, se añadían unas bandas de papel en diagonal encima de los potes rotuladas en letra gótica. Este sistema de identificación de los contenidos perduró hasta que José Esteve (1759) modernizó el sistema. Los rotuló en frío imitando una producción policroma contemporánea de Bañolas dibujando un medallón estilo Luis XVI de clara influencia francesa: vertical perfilado en amarillo y orlado con una cinta roja con una lazada en la parte superior y otra en la inferior. En el espacio libre dentro del óvalo, se rotulan en abreviaciones los contenidos. Esta innovación puede provenir de la rivalidad con la farmacia Martí de Puigcerdá en el siglo XVIII. Otras colecciones de la península también introducen este sistema.
Se encuentran potes azules en Llivia (87), Barcelona (28), Masnou (75), Ille-sur-Têt (en el Rosellón, 40). También hay algunos repartidos en museos. Su origen es desconocido tanto por su procedencia geográfica como por su datación. El ejemplar conservado en el Museo Nacional de Cerámica está datado en el siglo XVI, igual que otros potes, aunque algunos podrían ser del siglo XVII. Los de Llivia parecen ser de los siglos XVII y XVIII, pero algunos de ellos por sus características renacentistas podrían ser del XVI.